# Dochter
Een dochter is een (biologisch of geadopteerd) persoon van het vrouwelijk geslacht in relatie tot een of twee ouders. De dochter noemt deze, afhankelijk van het geslacht, vader of moeder.
Bedrijfseconomisch is een dochter een maatschappij, firma of bedrijf dat (volledig) onder controle staat van de holding.